# La Vie par procuration
Singles de Jean-Jacques Goldman
Pas toi
(1986) Elle a fait un bébé toute seule
(1987)
La Vie par procuration est une chanson de Jean-Jacques Goldman sorti en 45 tours en 1986, unique extrait de l'album live En public à être publié en single.

## Historique
À l'origine, La Vie par procuration est une chanson enregistrée pour l'album Non homologué, paru en 1985. Toutefois, il s'agit de la version enregistrée en concert, qui sera parue dans le premier album live de Goldman, qui sortira en single en septembre 1986.
La chanson raconte l'observation, d'un point de vue critique, de la vie d'une femme vivant dans un appartement, et passant le plus clair de son temps à regarder la télévision en donnant du vieux pain aux oiseaux et à lire la vie sentimentale des vedettes s'étalant dans la presse à scandales, en s'y identifiant à tel point que sa propre vie semble être réduite à néant.

## Réception
La Vie par procuration est entré le 25 octobre 1986 dans le Top 50 et y reste classé durant vingt-et-une semaines, jusqu'au 14 mars 1987 . Il parvient à atteindre jusqu'à la deuxième place du Top 50 dans la semaine du 13 décembre 1986, soit lors de sa huitième semaine de présence dans le classement . En 1987, le single sera certifié disque d'or  pour plus de 500 000 exemplaires vendus.

## Crédits
- Claude Le Péron : Basse, Voix
- Jean-François Gauthier : Batterie, Voix
- Michael Jones : Guitare, voix
- Andy Scott et Pascale Potrel : Mixage
- Marc Lumbroso et Jean-Jacques Goldman : Réalisation
- Yves Jaget : Enregistrement
- Prof Pinpin : Saxophone, Voix
- Lance Dixon, Philippe Grandvoinet : Synthétiseur, Voix
- Émile Assier : Photographie de la pochette